# Nati il 18 dicembre

## XIV secolo(3)
- 1314 - Agnese di Lindow-Ruppin, nobildonna tedesca († 1343)
- 1385 - Odette de Champdivers, nobile francese († 1424)
- 1392 - Giovanni VIII Paleologo, imperatore bizantino († 1448)

## XV secolo(5)
- 1406 - Richard Olivier de Longueil, cardinale francese († 1470)
- 1418 - Alberto VI d'Asburgo, nobile († 1463)
- 1440 - Bianca d'Este, nobildonna italiana († 1506)
- 1468 - Giovanna degli Albizzi, italiana († 1488)
- 1480 - Bartolomeo Masi, scrittore italiano († 1530)

## XVI secolo(9)
- 1505 - Philipp von Hutten, esploratore tedesco († 1546)
- 1507 - Ōuchi Yoshitaka, militare giapponese († 1551)
- 1511 - Andrea Corner, cardinale e vescovo cattolico italiano († 1551)
- 1553 - Smeraldo Smeraldi, ingegnere e cartografo italiano († 1634)
- 1567 - Cornelio a Lapide, gesuita fiammingo († 1637)
- 1567 - Tachibana Muneshige, militare giapponese († 1643)
- 1574 - Maria Anna di Baviera, nobile tedesca († 1616)
- 1575 - Michelangelo Galilei, compositore italiano († 1631)
- 1590 - Guglielmo Luigi di Nassau-Saarbrücken, nobile tedesco († 1640)

## XVII secolo(15)
- 1602 - Simonds D'Ewes, politico e antiquario inglese († 1650)
- 1606 - Nicolò Sagredo, doge († 1676)
- 1610 - Charles du Fresne, sieur du Cange, storico, linguista e filologo francese († 1688)
- 1616 - Carlo Cesare Malvasia, storico dell'arte italiano († 1693)
- 1618 - Karl Kaspar von der Leyen, arcivescovo cattolico e nobile tedesco († 1676)
- 1626 - Cristina di Svezia, regina svedese († 1689)
- 1630 - Pirro Schettini, poeta italiano († 1678)
- 1639 - Gottfried Kirch, astronomo tedesco († 1710)
- 1650 - Giovanni Alfonso Petrucci, vescovo cattolico italiano († 1687)
- 1661 - Christopher Polhem, scienziato e inventore svedese († 1751)
- 1662 - James Douglas, II duca di Queensberry, politico scozzese († 1711)
- 1664 - Archibald Primrose, I conte di Rosebery, nobile e politico scozzese († 1723)
- 1671 - Gabriele Gabrieli, architetto svizzero († 1747)
- 1676 - Elizabeth Felton, nobildonna inglese († 1741)
- 1697 - Marc'Antonio Dal Re, incisore e scrittore italiano († 1766)

## XVIII secolo(36)
- 1701 - Ignazio da Laconi, religioso e santo italiano († 1781)
- 1707 - Charles Wesley, presbitero inglese († 1788)
- 1714 - Francisco Javier Delgado Venegas, cardinale e patriarca cattolico spagnolo († 1781)
- 1714 - Nicola I Esterházy, principe, musicista e mecenate ungherese († 1790)
- 1714 - Filippina Elisabetta di Borbone-Orléans, nobile francese († 1734)
- 1718 - Anna Leopol'dovna Romanova, sovrana russa († 1746)
- 1719 - William Stanhope, II conte di Harrington, nobile, politico e generale inglese († 1779)
- 1722 - Anna Karlovna Skavronskaja, nobildonna russa († 1776)
- 1724 - Luisa di Hannover, regina († 1751)
- 1726 - Ferdinand Maria von Lobkowicz, nobile e vescovo cattolico boemo († 1795)
- 1730 - Sophie d'Houdetot, nobildonna francese († 1813)
- 1731 - Girolamo Tiraboschi, storico della letteratura, bibliotecario e gesuita italiano († 1794)
- 1736 - Federica Dorotea di Brandeburgo-Schwedt, nobile tedesca († 1798)
- 1736 - Johann Georg Rosenmüller, teologo tedesco († 1815)
- 1741 - Maximilien Gardel, ballerino e coreografo francese († 1787)
- 1742 - Luigi Gaetano Marini, storico, archeologo e giurista italiano († 1815)
- 1746 - Venanzio Rauzzini, cantante castrato e compositore italiano († 1810)
- 1747 - Barthélemy Louis Joseph Schérer, generale francese († 1804)
- 1757 - Tommaso De Ocheda, umanista italiano († 1831)
- 1758 - Emmanuele De Gregorio, cardinale e vescovo cattolico italiano († 1839)
- 1760 - Knud Lyhne Rahbek, scrittore danese († 1830)
- 1766 - William Beauclerk, VIII duca di St. Albans, nobile inglese († 1825)
- 1768 - Marie-Guillemine Benoist, pittrice francese († 1826)
- 1773 - Carlo Steeb, presbitero tedesco († 1865)
- 1776 - Juan Martín de Pueyrredón, militare e politico argentino († 1850)
- 1776 - Jean Baptiste Schwilgué, orologiaio francese († 1856)
- 1778 - Joseph Grimaldi, attore teatrale e danzatore britannico († 1837)
- 1783 - Johan Niclas Byström, scultore svedese († 1848)
- 1783 - Luigi Maria Parisio, arcivescovo cattolico italiano († 1854)
- 1788 - Camille Pleyel, compositore e pianista francese († 1855)
- 1789 - Konstantin d'Aspre, generale austriaco († 1850)
- 1790 - Carlo Castelli, generale e rivoluzionario italiano († 1860)
- 1790 - Jules Germain Cloquet, chirurgo e anatomista francese († 1883)
- 1798 - Emmanuele Palazzotto, architetto italiano († 1872)
- 1798 - Carlo Torlonia, religioso italiano († 1847)
- 1800 - Ana María Janer Anglarill, religiosa spagnola († 1885)

## XIX secolo(167)
- 1805 - Adolphe Dumas, poeta, scrittore e drammaturgo francese († 1861)
- 1805 - Aurèle Robert, pittore svizzero († 1871)
- 1812 - Paul Siraudin, librettista e drammaturgo francese († 1883)
- 1814 - Josephine Sophia White Griffing, attivista statunitense († 1872)
- 1816 - Giuseppe Caruso, brigante italiano († 1891)
- 1819 - Isaac Thomas Hecker, presbitero statunitense († 1888)
- 1819 - Jakov Petrovič Polonskij, poeta russo († 1898)
- 1820 - Washington Duke, imprenditore e filantropo statunitense († 1905)
- 1822 - Mattia Farina, politico italiano († 1909)
- 1822 - Bernardo de Irigoyen, politico, avvocato e diplomatico argentino († 1906)
- 1824 - Lal Behari Day, scrittore e giornalista indiano († 1892)
- 1825 - Oscar Capocci, architetto italiano († 1904)
- 1825 - Mariano Palermo, vescovo cattolico italiano († 1903)
- 1825 - Graziano Tubi, politico e imprenditore italiano († 1904)
- 1826 - Theodor von Sickel, saggista e diplomatista tedesco († 1908)
- 1828 - Viktor Rydberg, scrittore e filosofo svedese († 1895)
- 1829 - Guglielmo di Baden, principe tedesco († 1897)
- 1829 - Salvatore Spinuzza, patriota italiano († 1857)
- 1830 - Frédéric Lix, pittore e illustratore francese († 1897)
- 1833 - Antonio Colombano, militare italiano († 1905)
- 1834 - Michail Ivanovič Chilkov, politico e principe russo († 1909)
- 1834 - Elena Gnoli, poetessa italiana († 1857)
- 1834 - Luigi Guala, politico italiano († 1893)
- 1834 - Ignazio Perricci, artista, decoratore e scultore italiano († 1907)
- 1835 - George Dashiell Bayard, generale statunitense († 1862)
- 1836 - Giuseppe Colombo, ingegnere, imprenditore e politico italiano († 1921)
- 1836 - Kawamura Sumiyoshi, ammiraglio giapponese († 1904)
- 1837 - Ernest Hoschedé, collezionista d'arte francese († 1891)
- 1838 - Ignazio Florio, imprenditore e politico italiano († 1891)
- 1838 - Cesare Fracassini, pittore italiano († 1868)
- 1838 - Domenico Pogliani, presbitero italiano († 1921)
- 1839 - Julius Bernstein, fisiologo tedesco († 1917)
- 1839 - Emilio Praga, scrittore, poeta e pittore italiano († 1875)
- 1839 - Théodule-Armand Ribot, psicologo francese († 1916)
- 1840 - Victor Jaclard, politico francese († 1903)
- 1840 - Louis Lartet, geologo e paleontologo francese († 1899)
- 1841 - Francesco Negri, fotografo italiano († 1924)
- 1841 - Martin-Hubert Rutten, vescovo cattolico belga († 1927)
- 1841 - Karl von Waldburg-Zeil, nobile e esploratore tedesco († 1890)
- 1842 - Roberto Calai Marioni, vescovo cattolico italiano († 1920)
- 1842 - Antonino D'Antona, medico e politico italiano († 1913)
- 1843 - Oskar Cordel, scacchista tedesco († 1913)
- 1844 - Luigi Morandi, educatore, scrittore e grammatico italiano († 1922)
- 1845 - Ioannis Fokianos, ginnasta e dirigente sportivo greco († 1896)
- 1845 - Nikola Pašić, politico serbo († 1926)
- 1849 - Henrietta Edwards, attivista e scrittrice canadese († 1931)
- 1849 - Shomer, romanziere e drammaturgo russo († 1905)
- 1849 - Augusta Costanza Succi, religiosa italiana († 1922)
- 1850 - James David Bourchier, giornalista e attivista irlandese († 1920)
- 1851 - Charles Maries, botanico inglese († 1902)
- 1852 - Gaetano Coronaro, direttore d'orchestra, pedagogo e compositore italiano († 1908)
- 1852 - Francesco Mazzinghi, ammiraglio italiano († 1938)
- 1852 - Karl von Plettenberg, generale tedesco († 1938)
- 1853 - Santi Bivona, medico, oculista e storico italiano († 1932)
- 1853 - Ralph Delmore, attore statunitense († 1923)
- 1854 - Stanley Lane-Poole, orientalista, archeologo e numismatico britannico († 1931)
- 1854 - Bonaldo Stringher, politico e economista italiano († 1930)
- 1855 - Mario Lessona, zoologo italiano († 1911)
- 1856 - Ogden Mills, imprenditore statunitense († 1929)
- 1856 - Joseph John Thomson, fisico britannico († 1940)
- 1857 - Rosa Newmarch, musicologa, critica musicale e traduttrice britannica († 1940)
- 1858 - Hulda Marie Bentzen, fotografa norvegese († 1937)
- 1858 - Francesco Biondelli, religioso, educatore e scrittore italiano († 1898)
- 1858 - Kata Dalström, politica e scrittrice svedese († 1923)
- 1858 - Bartolo Nigrisoli, chirurgo italiano († 1948)
- 1859 - Giosuè Signori, arcivescovo cattolico italiano († 1923)
- 1860 - Camillo Filippo Cabutti, pittore italiano († 1921)
- 1861 - Lionel Monckton, compositore britannico († 1924)
- 1862 - Carlo Petitti di Roreto, generale italiano († 1933)
- 1862 - Ulrich Wilcken, storico e papirologo tedesco († 1944)
- 1863 - Edith Durham, viaggiatrice, scrittrice e etnografa britannica († 1944)
- 1863 - Francesco Ferdinando d'Austria-Este, nobile e militare austriaco († 1914)
- 1864 - Per-Olof Arvidsson, tiratore a segno svedese († 1947)
- 1864 - Luigi Masetti, ciclista italiano († 1940)
- 1865 - Cesare Algranati, giornalista italiano († 1925)
- 1865 - Carlo Schanzer, politico italiano († 1953)
- 1866 - Holger Nielsen, schermidore, tiratore a segno e discobolo danese († 1955)
- 1867 - Salvatore Buemi, scultore italiano († 1916)
- 1867 - Joaquín Bárbara y Balza, pittore e docente spagnolo († 1931)
- 1867 - Foxhall Parker Keene, giocatore di polo, golfista e pilota automobilistico statunitense († 1941)
- 1868 - Carlo Perosi, cardinale italiano († 1930)
- 1869 - Francesco Saverio Grazioli, generale e politico italiano († 1951)
- 1870 - Friedrich Lorentz, storico e linguista tedesco († 1937)
- 1870 - Anders Randolf, attore danese († 1930)
- 1870 - Saki, scrittore britannico († 1916)
- 1871 - Jan Kotěra, architetto e artista ceco († 1923)
- 1871 - Angelo Zammarchi, presbitero italiano († 1958)
- 1872 - Tiberio Evoli, medico e politico italiano († 1967)
- 1872 - Luigi Gabba, astronomo italiano († 1948)
- 1874 - Alvin Saunders Johnson, economista statunitense († 1971)
- 1875 - Solomon Farley Acree, chimico statunitense († 1957)
- 1876 - Alimondo Ciampi, scultore italiano († 1939)
- 1876 - Giulio Ingianni, militare e politico italiano († 1958)
- 1877 - Sidney Bracey, attore australiano († 1942)
- 1877 - Max Pallenberg, attore e cantante austriaco († 1934)
- 1877 - Adam Remmele, politico e sindacalista tedesco († 1951)
- 1878 - Alessandro Guaccero, medico e politico italiano († 1946)
- 1878 - Iosif Stalin, rivoluzionario, politico e militare sovietico († 1953)
- 1882 - Cai E, generale, politico e rivoluzionario cinese († 1916)
- 1882 - Paulin Lemaire, ginnasta francese († 1932)
- 1883 - Pietro De Francisci, giurista e politico italiano († 1971)
- 1884 - Gian Giacomo Castagna, generale italiano
- 1884 - Nils Regnell, nuotatore svedese († 1950)
- 1884 - Gladys Sylvani, attrice inglese († 1953)
- 1884 - Battista Vielmi, calciatore italiano († 1951)
- 1885 - Luigi Gussalli, ingegnere e inventore italiano († 1950)
- 1885 - Gina Palerme, attrice, ballerina e cantante francese († 1977)
- 1885 - Cesare Vico Lodovici, commediografo, scrittore e traduttore italiano († 1968)
- 1886 - Ty Cobb, giocatore di baseball e allenatore di baseball statunitense († 1961)
- 1886 - Martin Dooling, calciatore statunitense († 1966)
- 1886 - Federico Ferrari-Orsi, generale e calciatore italiano († 1942)
- 1886 - Italo Garinei, anarchico, sindacalista e pubblicista italiano († 1970)
- 1887 - Charles Galton Darwin, fisico britannico († 1962)
- 1887 - Algot Lönn, ciclista su strada svedese († 1953)
- 1887 - Aloys Röhr, scultore tedesco († 1953)
- 1887 - Gaston Wiet, orientalista e arabista francese († 1971)
- 1887 - Edith Woodford-Grimes, sacerdotessa britannica († 1975)
- 1888 - Carlo Alberto d'Asburgo-Teschen, nobile († 1951)
- 1888 - Gladys Cooper, attrice britannica († 1971)
- 1888 - Mauritz Eriksson, tiratore a segno svedese († 1947)
- 1888 - Ernst Gossweiler, calciatore svizzero († 1951)
- 1888 - Nora Kinsky von Wchinitz und Tettau, infermiera austriaca († 1923)
- 1888 - Furio Monticelli, generale italiano († 1970)
- 1888 - Robert Moses, urbanista, funzionario e politico statunitense († 1981)
- 1889 - Juho Heiskanen, militare e politico finlandese († 1950)
- 1889 - Giulio Monti, sollevatore italiano († 1960)
- 1889 - Giuseppe Trossi, presbitero e militare italiano († 1960)
- 1890 - Edwin Howard Armstrong, ingegnere elettrico e inventore statunitense († 1954)
- 1890 - Enzo Ferné, politico italiano († 1976)
- 1890 - Giuseppe Paggi, militare italiano († 1918)
- 1890 - Edward Poppe, presbitero belga († 1924)
- 1890 - Carlo Zinato, vescovo cattolico italiano († 1974)
- 1891 - Ettore Colombo, imprenditore italiano († 1953)
- 1892 - Noël Roquevert, attore francese († 1973)
- 1892 - Jan Schindeler, calciatore olandese († 1963)
- 1892 - Luigi Venerandi, carabiniere italiano († 1971)
- 1893 - Joseph Alzin, sollevatore e lottatore lussemburghese († 1930)
- 1893 - Oreste Cignoli, ciclista su strada italiano († 1980)
- 1893 - Emerich Hermann, allenatore di calcio ungherese
- 1893 - Luigi Lucotti, ciclista su strada italiano († 1980)
- 1893 - Michiyuki Yamada, ammiraglio giapponese († 1944)
- 1894 - Ėduard Jul'evič Ioganson, regista cinematografico sovietico († 1942)
- 1894 - Eugene Mullin, sceneggiatore e regista statunitense († 1967)
- 1895 - Grigorij Belov, attore sovietico († 1965)
- 1895 - Gaspare Bona, dirigente d'azienda, pilota automobilistico e aviatore italiano († 1940)
- 1895 - Francesco Caggiani, militare italiano († 1916)
- 1895 - Ettore Crovini, politico, antifascista e partigiano italiano († 1977)
- 1895 - Joseph Boakye Danquah, politico, attivista e storico ghanese († 1965)
- 1895 - Ture Hedman, ginnasta svedese († 1950)
- 1895 - Walter Hieber, chimico tedesco († 1976)
- 1895 - Ulisse Igliori, politico, dirigente sportivo e imprenditore italiano († 1966)
- 1895 - William Pleydell-Bouverie, VII conte di Radnor, nobile inglese († 1968)
- 1896 - José Ibáñez Martín, politico spagnolo († 1969)
- 1896 - Stanisław Mackiewicz, scrittore e politico polacco († 1966)
- 1896 - Edwin Myers, astista statunitense († 1978)
- 1897 - Fletcher Henderson, pianista, direttore d'orchestra e compositore statunitense († 1952)
- 1897 - Cesare Manzella, mafioso italiano († 1963)
- 1898 - Marcello Visconti di Modrone, nobile, politico e imprenditore italiano († 1964)
- 1898 - Giuseppe Viviani, pittore e incisore italiano († 1965)
- 1899 - Karl Abt, pittore tedesco († 1985)
- 1899 - Eugène Canseliet, scrittore e alchimista francese († 1982)
- 1899 - Antonio Ligabue, pittore e scultore italiano († 1965)
- 1899 - Peter Wessel Zapffe, scrittore e filosofo norvegese († 1990)
- 1900 - Robus, calciatore spagnolo
- 1900 - Giulio Gra, ingegnere e architetto italiano († 1958)
- 1900 - Darrell Silvera, scenografo statunitense († 1983)
- 1900 - Suzy Solidor, cantante e attrice francese († 1983)

## XX secolo(855)
- 1901 - László Pesovnik, calciatore ungherese († 1959)
- 1902 - Gianguido Borghese, ingegnere, politico e partigiano italiano († 1977)
- 1902 - Francisco Martínez Soria, attore spagnolo († 1982)
- 1902 - Mary Nolan, attrice e ballerina statunitense († 1948)
- 1902 - Fausto Pecorari, politico italiano († 1966)
- 1902 - Johnny Risko, pugile statunitense († 1953)
- 1902 - Russinho, calciatore brasiliano († 1992)
- 1902 - Bruno Zauli, dirigente sportivo italiano († 1963)
- 1902 - David Zogg, sciatore alpino e combinatista nordico svizzero († 1977)
- 1903 - Rachel Auerbach, scrittrice, giornalista e storica polacca († 1976)
- 1903 - Aleksandr Dmitrievič Dubjago, astronomo russo († 1959)
- 1903 - Vincenzo Morabito, politico italiano († 1988)
- 1904 - Guglielmo Giordano, ingegnere italiano († 2000)
- 1904 - George Stevens, regista, sceneggiatore e produttore cinematografico statunitense († 1975)
- 1905 - Banine, scrittrice francese († 1992)
- 1905 - Mary Katherine Campbell, modella statunitense († 1990)
- 1905 - François Favé, ciclista su strada francese († 1951)
- 1905 - Jane Graverol, pittrice belga († 1984)
- 1905 - Norrie Woodhall, attrice teatrale britannica († 2011)
- 1906 - Ferdinand Alquié, filosofo francese († 1985)
- 1906 - František Getreuer, pallanuotista cecoslovacco († 1945)
- 1906 - Fritz Grüneisen, calciatore svizzero († 1970)
- 1906 - Zoltán Zelk, poeta ungherese († 1981)
- 1906 - Ferdinand Ďurčanský, politico slovacco († 1974)
- 1907 - Christopher Fry, drammaturgo britannico († 2005)
- 1907 - Filiberto Guala, dirigente d'azienda e presbitero italiano († 2000)
- 1907 - Bill Holland, pilota automobilistico statunitense († 1984)
- 1907 - Dino Nobis, calciatore italiano († 1931)
- 1908 - Bruno Castellarin, politico italiano († 1971)
- 1908 - Celia Johnson, attrice britannica († 1982)
- 1908 - Riccardo Masnata, partigiano italiano († 1944)
- 1908 - Jack Pickering, calciatore inglese († 1977)
- 1908 - Hans Scheele, ostacolista tedesco († 1941)
- 1908 - Angelo Piero Sereni, giurista italiano († 1967)
- 1908 - Şehzade Mehmed Nizameddin, principe ottomano († 1933)
- 1909 - Mona Barrie, attrice inglese († 1964)
- 1909 - Pola Illéry, attrice e cantante rumena († 1993)
- 1910 - Paolo Brezzi, politico e storico italiano († 1998)
- 1910 - Abe Burrows, librettista, commediografo e produttore televisivo statunitense († 1985)
- 1910 - John H. Reese, scrittore statunitense († 1981)
- 1910 - Alfred Robens, sindacalista, politico e dirigente d'azienda britannico († 1999)
- 1911 - Jules Dassin, regista e attore statunitense († 2008)
- 1911 - Werner Korff, hockeista su ghiaccio tedesco († 1999)
- 1911 - Berto Lardera, scultore italiano († 1989)
- 1911 - Eugenio Tomiolo, pittore, incisore e scultore italiano († 2003)
- 1912 - Leo Bauer, politico e giornalista tedesco († 1972)
- 1912 - Jean-Devaivre, regista e sceneggiatore francese († 2004)
- 1912 - Walter Kitchen, hockeista su ghiaccio canadese († 1988)
- 1912 - Josef Rasselnberg, calciatore tedesco († 2005)
- 1912 - Dario Savio, calciatore italiano († 1998)
- 1912 - Freddie Steele, pugile e attore statunitense († 1984)
- 1912 - Luciano Usai, presbitero e militare italiano († 1981)
- 1913 - Lynn Bari, attrice statunitense († 1989)
- 1913 - Alfred Bester, autore di fantascienza statunitense († 1987)
- 1913 - Willy Brandt, politico tedesco († 1992)
- 1913 - André De Dienes, fotografo ungherese († 1985)
- 1913 - Ray Meyer, allenatore di pallacanestro statunitense († 2006)
- 1913 - Marcel Ourdouillié, calciatore francese († 1962)
- 1913 - Zenon Różycki, cestista polacco († 1992)
- 1914 - Edmondo Buccarelli, militare e patriota italiano († 1940)
- 1914 - František Fadrhonc, allenatore di calcio cecoslovacco († 1981)
- 1914 - Marne Maitland, attore indiano († 1991)
- 1914 - Luigi Musina, pugile italiano († 1990)
- 1914 - Niu Ping-yih, allenatore di pallacanestro taiwanese
- 1915 - Vittorio Benelle, calciatore italiano († 2003)
- 1915 - Vintilă Horia, scrittore rumeno († 1992)
- 1915 - Peter Laslett, storico britannico († 2001)
- 1915 - Dario Mangiarotti, schermidore e maestro di scherma italiano († 2010)
- 1915 - Luigi Uneddu, calciatore e allenatore di calcio italiano († 1987)
- 1915 - Bill Zuckert, attore statunitense († 1997)
- 1916 - Betty Grable, attrice, ballerina e cantante statunitense († 1973)
- 1917 - Aloysio Borges, pentatleta e schermidore brasiliano († 1996)
- 1917 - Ossie Davis, attore, regista e sceneggiatore statunitense († 2005)
- 1917 - Giuseppe Novello, rivoluzionario italiano († 1949)
- 1917 - Eddie Vinson, sassofonista statunitense († 1988)
- 1917 - Kārlis Ārens, calciatore e cestista lettone († 1997)
- 1918 - Achiel Buysse, ciclista su strada belga († 1984)
- 1918 - Hans Joachim Schaufuß, attore tedesco († 1941)
- 1918 - Jerzy Tabeau, superstite dell'Olocausto polacco († 2002)
- 1919 - Georg Ericson, allenatore di calcio e calciatore svedese († 2002)
- 1919 - Barry Galbraith, chitarrista statunitense († 1983)
- 1920 - Guido Amoretti, generale italiano († 2008)
- 1920 - Aleksandar Aranđelović, calciatore e allenatore di calcio jugoslavo († 1999)
- 1920 - Silvio Bernardo, politico italiano († 1993)
- 1920 - Heos Cogliani Lenzo, scrittrice e poetessa italiana († 2001)
- 1920 - Gianni Di Venanzo, direttore della fotografia italiano († 1966)
- 1920 - Robert Leckie, militare, giornalista e scrittore statunitense († 2001)
- 1920 - Franca Pilla, italiana
- 1920 - Marino Puggina, imprenditore e dirigente sportivo italiano († 2020)
- 1920 - Helmuth Schneider, attore tedesco († 1972)
- 1920 - Rita Streich, soprano tedesco († 1987)
- 1920 - Mario Tommaseo, calciatore, allenatore di calcio e cantante lirico italiano († 2006)
- 1921 - Renato Baldini, attore italiano († 1995)
- 1921 - Jack Crompton, allenatore di calcio e calciatore inglese († 2013)
- 1921 - Aldo Ferrara, avvocato e politico italiano († 1997)
- 1921 - Jurij Vladimirovič Nikulin, attore e circense russo († 1997)
- 1921 - Gavino Polo, pittore e storico dell'arte italiano († 1989)
- 1921 - Sun Daolin, attore e regista cinese († 2007)
- 1922 - Ivor Broadis, calciatore e allenatore di calcio inglese († 2019)
- 1922 - Jack Brooks, politico statunitense († 2012)
- 1922 - Marija Dolina, aviatrice sovietica († 2010)
- 1922 - Elio Fregonese, partigiano, sindacalista e politico italiano († 2002)
- 1922 - Esther Lederberg, microbiologa statunitense († 2006)
- 1922 - Mario Maldesi, direttore del doppiaggio, dialoghista e attore italiano († 2012)
- 1922 - Wilbur Schu, cestista statunitense († 1980)
- 1922 - Klaus Schwarzkopf, attore e doppiatore tedesco († 1991)
- 1922 - Cesare Valletti, tenore italiano († 2000)
- 1923 - Antonino Brusca, medico e politico italiano († 2003)
- 1923 - André Guillou, bizantinista francese († 2013)
- 1924 - Alberto Ablondi, vescovo cattolico italiano († 2010)
- 1924 - Miroslav Danko, calciatore slovacco († 2008)
- 1924 - Pasquale De Simone, politico italiano († 2004)
- 1924 - Ubaldo Gardini, musicista italiano († 2011)
- 1924 - Gibba, animatore, regista e fumettista italiano († 2018)
- 1925 - Virgilio Carbonari, baritono e pittore italiano († 1988)
- 1925 - René Chiappino, cestista svizzero
- 1925 - Peggy Cummins, attrice irlandese († 2017)
- 1926 - Jock Aird, calciatore scozzese († 2021)
- 1926 - Jaume Camprodon Rovira, vescovo cattolico spagnolo († 2016)
- 1926 - Siegfried Kaiser, calciatore tedesco orientale († 2019)
- 1926 - Helmut Koester, teologo statunitense († 2016)
- 1926 - Walter Lassally, direttore della fotografia tedesco († 2017)
- 1926 - Göta Pettersson, ginnasta svedese († 1993)
- 1926 - Evgenij Ivanovič Taškov, regista sovietico († 2012)
- 1927 - Enrico Atzeni, archeologo italiano († 2023)
- 1927 - Ramsey Clark, politico e avvocato statunitense († 2021)
- 1927 - Sterling E. Lanier, scrittore e scultore statunitense († 2007)
- 1927 - Roméo LeBlanc, insegnante, giornalista e politico canadese († 2009)
- 1927 - Ludovico Muratori, scenografo, pittore e orafo italiano († 2023)
- 1927 - Rinaldo Petrignani, diplomatico italiano
- 1927 - Salvatore Giuseppe Vicario, medico e saggista italiano († 2019)
- 1928 - Gene Cole, velocista statunitense († 2018)
- 1928 - Harold Land, sassofonista statunitense († 2001)
- 1928 - Galt MacDermot, compositore e pianista canadese († 2018)
- 1928 - Sputnik Monroe, wrestler statunitense († 2006)
- 1928 - Luigi Pingitore, politico italiano († 2017)
- 1928 - György Vízvári, pallanuotista ungherese († 2004)
- 1929 - Gino Cimoli, giocatore di baseball statunitense († 2011)
- 1929 - Carlo Ghisalberti, storico italiano († 2019)
- 1929 - Józef Glemp, cardinale e arcivescovo cattolico polacco († 2013)
- 1929 - Françoise Mailliard, schermitrice francese († 2017)
- 1929 - Nick Stabulas, batterista statunitense († 1973)
- 1929 - Les Stubbs, calciatore inglese († 2011)
- 1929 - Giuseppe Zecchillo, baritono, pittore e scrittore italiano († 2011)
- 1930 - Severino Cavalcanti, politico brasiliano († 2020)
- 1930 - Mario Ravagnan, schermidore italiano († 2006)
- 1931 - Eva Bosáková, ginnasta cecoslovacca († 1991)
- 1931 - Gunnel Lindblom, attrice e regista svedese († 2021)
- 1931 - Allen Klein, imprenditore statunitense († 2009)
- 1931 - Piero Maggioni, pittore italiano († 1995)
- 1931 - Gene Shue, cestista, allenatore di pallacanestro e dirigente sportivo statunitense († 2022)
- 1932 - Giovanni Bazoli, banchiere italiano
- 1932 - René Fournier, ciclista su strada francese († 2023)
- 1932 - José María Macarulla, docente spagnolo († 2012)
- 1932 - Arnaldo Mauri, economista italiano († 2016)
- 1932 - Annette Page, danzatrice britannica († 2017)
- 1932 - Roger Smith, attore, produttore cinematografico e sceneggiatore statunitense († 2017)
- 1932 - Jozef Vliers, allenatore di calcio e calciatore belga († 1994)
- 1933 - Allen Bard, chimico statunitense († 2024)
- 1933 - Carlo Chiodini, scultore e pittore italiano († 2010)
- 1933 - Francisco José Cox Huneeus, arcivescovo cattolico cileno († 2020)
- 1933 - Laura Mancinelli, scrittrice, germanista e medievista italiana († 2016)
- 1933 - Guglielmo Pesenti, pistard italiano († 2002)
- 1933 - Franco Piccinelli, scrittore e giornalista italiano († 2014)
- 1934 - Colin Baker, calciatore gallese († 2021)
- 1934 - Richard Bingham, VII conte di Lucan, nobile britannico
- 1934 - Luigi Brotto, calciatore italiano († 2024)
- 1934 - Martín Jiménez, cestista portoricano († 1996)
- 1934 - Yoshinobu Nishizaki, animatore e fumettista giapponese († 2010)
- 1934 - Jim Parker, compositore britannico († 2023)
- 1934 - Boris Valentinovič Volynov, cosmonauta sovietico
- 1935 - Malcolm Kirk, wrestler britannico († 1987)
- 1935 - Rosemary Leach, attrice britannica († 2017)
- 1935 - Antonio Mastrogiacomo, politico italiano († 2022)
- 1935 - Arnaldo Ninchi, attore e regista teatrale italiano († 2013)
- 1936 - Harry Bild, calciatore svedese († 2025)
- 1936 - Mario Curnis, alpinista e scrittore italiano
- 1936 - Gary Gray, attore statunitense († 2006)
- 1936 - Enrico Muzzio, calciatore italiano († 1996)
- 1936 - Haydn Rigby, ex nuotatore britannico
- 1936 - Graham Sykes, nuotatore britannico († 2008)
- 1937 - Karen DeCrow, avvocata e attivista statunitense († 2014)
- 1937 - Cirillo Grott, scultore italiano († 1990)
- 1937 - Nikola Stipić, ex calciatore jugoslavo
- 1937 - Giorgio Tosatti, giornalista e opinionista italiano († 2007)
- 1938 - Chas Chandler, musicista e produttore discografico britannico († 1996)
- 1938 - Jesús Codina, cestista e allenatore di pallacanestro spagnolo († 1999)
- 1938 - Bo Högberg, pugile e attore svedese († 2005)
- 1938 - Håkan Lindberg, pilota automobilistico svedese († 2010)
- 1938 - Roger E. Mosley, attore statunitense († 2022)
- 1938 - Fabio Alberto Roversi Monaco, giurista italiano
- 1938 - Joe Szura, hockeista su ghiaccio canadese († 2006)
- 1939 - Gerardo Bamonte, storico e scrittore italiano († 2008)
- 1939 - Sandro Lopopolo, pugile italiano († 2014)
- 1939 - Michael Moorcock, scrittore britannico
- 1939 - Aldo Rescio, psicanalista e poeta italiano († 2005)
- 1939 - Harold Varmus, medico statunitense
- 1939 - Edward Wright, scrittore e giornalista statunitense († 2015)
- 1940 - Antonio Baldassarre, costituzionalista italiano
- 1940 - Ilario Castagner, dirigente sportivo, allenatore di calcio e calciatore italiano († 2023)
- 1940 - John Cooper, ostacolista e velocista britannico († 1974)
- 1940 - Ferruccio Gard, telecronista sportivo e pittore italiano
- 1940 - Umberto Ginocchietti, stilista e imprenditore italiano († 2014)
- 1940 - Klaus Wennemann, attore tedesco († 2000)
- 1941 - Carlo Bixio, produttore televisivo italiano († 2011)
- 1941 - Jim Davis, cestista e allenatore di pallacanestro statunitense († 2018)
- 1941 - Jack C. Haldeman II, scrittore di fantascienza statunitense († 2002)
- 1941 - Jos Huysmans, ciclista su strada, pistard e dirigente sportivo belga († 2012)
- 1941 - Jan Kowalczyk, cavaliere polacco († 2020)
- 1941 - Joan Wallach Scott, storica statunitense
- 1941 - Philipp Sonntag, attore, regista e sceneggiatore tedesco
- 1941 - William di Gloucester, principe britannico († 1972)
- 1942 - Franco Ambrogio, politico italiano
- 1942 - Harvey Atkin, doppiatore e attore canadese († 2017)
- 1942 - Cesare Cursi, politico italiano
- 1942 - Giovanni Girgenti, pugile italiano († 2018)
- 1942 - Robert Greenhut, produttore cinematografico statunitense
- 1942 - Giorgio Ladu, politico italiano († 2020)
- 1942 - Maurizio Martolini, arbitro di pallacanestro e dirigente sportivo italiano († 2007)
- 1942 - Carlos Metidieri, ex calciatore brasiliano
- 1942 - Matei Ruhring, cestista e allenatore di pallacanestro rumeno († 2022)
- 1942 - Samuel Stevens Sampene, ex calciatore ghanese
- 1942 - Carlotta Walls LaNier, attivista statunitense
- 1943 - Bobby Keys, sassofonista statunitense († 2014)
- 1943 - Hanoch Levin, drammaturgo, poeta e regista teatrale israeliano († 1999)
- 1943 - Keith Richards, chitarrista, cantautore e attore britannico
- 1943 - Alan Rudolph, regista e sceneggiatore statunitense
- 1943 - Fay Toyne, tennista australiana
- 1943 - Javier Álvarez, ex mezzofondista spagnolo
- 1944 - Jan N. Bremmer, storico delle religioni olandese
- 1944 - Bernd Dörfel, ex calciatore tedesco
- 1944 - Angela Richards, attrice e cantante britannica
- 1944 - Gary Schull, cestista statunitense († 2005)
- 1945 - Mike Burton, ex rugbista a 15 e imprenditore britannico
- 1945 - Alexandru Dincă, pallamanista rumeno († 2012)
- 1945 - Emanuele Greco, archeologo italiano
- 1945 - Fiamma Nirenstein, giornalista, scrittrice e politica italiana
- 1945 - Rudolph Pearce, ex calciatore giamaicano
- 1945 - Dwight A. Pryor, biblista statunitense († 2011)
- 1945 - Craig Spitzer, ex cestista statunitense
- 1945 - Phil Wagner, ex cestista statunitense
- 1945 - Carolyn Wood, ex nuotatrice statunitense
- 1946 - Antonio Bartoccetti, musicista e compositore italiano
- 1946 - Stephen Biko, attivista sudafricano († 1977)
- 1946 - Rosie Fortna, ex sciatrice alpina statunitense
- 1946 - Susie Isaacs, giocatrice di poker statunitense
- 1946 - Rich Johnson, cestista statunitense († 1994)
- 1946 - Greg Landry, giocatore di football americano statunitense († 2024)
- 1946 - Giuseppe Madonia, mafioso italiano
- 1946 - Ferdinando Nelli Feroci, ambasciatore italiano
- 1946 - Kees Schouhamer Immink, ingegnere olandese
- 1946 - Steven Spielberg, regista, sceneggiatore e produttore cinematografico statunitense
- 1947 - Karol Dobiaš, allenatore di calcio e ex calciatore cecoslovacco
- 1947 - Judy Heumann, attivista statunitense († 2023)
- 1947 - Riyoko Ikeda, fumettista e soprano giapponese
- 1947 - Damiano Lassandro, ex pugile italiano
- 1947 - Alfonso Luigi Marra, politico italiano
- 1947 - Bill Posey, politico statunitense
- 1947 - Charlene Rendina, ex velocista e mezzofondista australiana
- 1947 - Martin Rev, musicista statunitense
- 1947 - Aldo Sensibile, dirigente sportivo e ex calciatore italiano
- 1947 - Maria Vittoria Trio, ex lunghista italiana
- 1948 - Angela Sommer Bodenburg, scrittrice tedesca
- 1948 - William Boughton, direttore d'orchestra inglese
- 1948 - Mago Cristal, illusionista italiano († 1993)
- 1948 - José María Gatti, ex calciatore argentino
- 1948 - George Johnson, ex cestista e allenatore di pallacanestro statunitense
- 1948 - Edmund Kemper, serial killer statunitense
- 1948 - Malcolm Moore, ex calciatore inglese
- 1948 - Adam Musiał, calciatore polacco († 2020)
- 1948 - Bill Nelson, cantante, musicista e produttore discografico britannico
- 1948 - Domenico Paladino, artista, pittore e scultore italiano
- 1948 - Liliane Saint-Pierre, cantante belga
- 1948 - Sten Stensen, ex pattinatore di velocità su ghiaccio norvegese
- 1948 - Laurent Voulzy, cantautore francese
- 1949 - László Branikovits, calciatore ungherese († 2020)
- 1949 - Joseph Effiong Ekuwem, arcivescovo cattolico nigeriano
- 1949 - Wilfried Gröbner, allenatore di calcio e ex calciatore tedesco orientale
- 1949 - David Alexander Johnston, vulcanologo statunitense († 1980)
- 1949 - David Liptak, compositore e docente statunitense
- 1949 - Paul Neary, fumettista britannico († 2024)
- 1949 - Larry Nocella, sassofonista italiano († 1989)
- 1949 - Anna Pasiarová, ex fondista cecoslovacca
- 1950 - Carlo Angeletti, attore italiano
- 1950 - Gillian Armstrong, regista australiana
- 1950 - Randy Castillo, batterista statunitense († 2002)
- 1950 - Alessandra Kersevan, saggista e editrice italiana
- 1950 - Leonard Maltin, critico cinematografico statunitense
- 1950 - Rosario Prestopino, truccatore e effettista italiano († 2008)
- 1950 - Nils-Gustaf Renman, scacchista svedese
- 1951 - Volker Bouffier, politico tedesco
- 1951 - Pape Diouf, giornalista e procuratore sportivo senegalese († 2020)
- 1951 - Robert Edward Freeman, filosofo e insegnante statunitense
- 1951 - Bobby Jones, ex cestista statunitense
- 1951 - Jim Jontz, politico statunitense († 2007)
- 1951 - A. J. Timothy Jull, docente statunitense
- 1951 - Vladimir Jumin, lottatore sovietico († 2016)
- 1951 - Domenico Quirico, giornalista italiano
- 1951 - Zvi Sherf, ex cestista e allenatore di pallacanestro israeliano
- 1951 - Andrew Thomas, ex astronauta australiano
- 1951 - Alan West, ex calciatore inglese
- 1952 - Evgenija Birjukova, ex tennista sovietica
- 1952 - David Hentschel, musicista e produttore discografico britannico
- 1952 - Hocine, fotografo algerino
- 1952 - Krystyna Janda, attrice polacca
- 1952 - John Revi Mathews, teologo indiano
- 1953 - Kevin Beattie, calciatore e allenatore di calcio britannico († 2018)
- 1953 - David Chipperfield, architetto britannico
- 1953 - José Antonio Gómez Urrutia, politico cileno
- 1953 - Jeff Kober, attore statunitense
- 1953 - David A. Levy, politico statunitense
- 1953 - Emilio Montano, ex tennista messicano
- 1953 - Joe Pace, ex cestista statunitense
- 1953 - Peter Sarnak, matematico sudafricano
- 1953 - Jim West, chitarrista e compositore canadese
- 1954 - Fernando María Bargalló, vescovo cattolico argentino
- 1954 - Cesare Battisti, ex terrorista e scrittore italiano
- 1954 - Keith Bontrager, pilota motociclistico statunitense
- 1954 - John Booth, dirigente sportivo e ex pilota automobilistico britannico
- 1954 - Olivier Deleuze, politico belga
- 1954 - Jacky Dorsey, cestista statunitense († 2022)
- 1954 - Ray Liotta, attore statunitense († 2022)
- 1954 - Rena Niehaus, attrice tedesca
- 1954 - Milan Pantić, giornalista serbo († 2001)
- 1954 - Ulrich Roth, chitarrista tedesco
- 1954 - Willi Wülbeck, ex mezzofondista tedesco
- 1955 - Pablo Bartholomew, fotografo indiano
- 1955 - André Geerts, fumettista belga († 2010)
- 1955 - Vijay Mallya, imprenditore e politico indiano
- 1955 - Bogusław Mamiński, ex siepista polacco
- 1955 - Graziano Pattuzzi, politico italiano
- 1955 - Mitch Schauer, scrittore statunitense
- 1955 - Leslie Scott, autrice di giochi britannica
- 1955 - Joel Surnow, sceneggiatore e produttore cinematografico statunitense
- 1955 - Paolo Terreni, giornalista, disegnatore e scrittore italiano († 2013)
- 1955 - Dario Veca, attore italiano
- 1955 - Aleksej Venediktov, giornalista e storico russo
- 1955 - John Zaffis, conduttore televisivo statunitense
- 1956 - Schelte John Bus, astronomo statunitense
- 1956 - T. K. Carter, attore e doppiatore statunitense
- 1956 - Silvano Cassano, dirigente d'azienda italiano
- 1956 - Reinhold Ewald, astronauta e fisico tedesco
- 1956 - Bent Hamer, regista e sceneggiatore norvegese
- 1956 - Rick Moser, ex giocatore di football americano e attore statunitense
- 1956 - Jerry Robinson, ex giocatore di football americano statunitense
- 1956 - Kenneth Shiffrin, regista e produttore cinematografico statunitense
- 1956 - Yvonne Vermaak, ex tennista sudafricana
- 1957 - Antonio Cipriani, giornalista e scrittore italiano
- 1957 - Bill Forrester, ex nuotatore statunitense
- 1957 - Mireno Scali, attore e cabarettista italiano
- 1958 - Boyón Domínguez, ex cestista e allenatore di pallacanestro dominicano
- 1958 - Liliana Eritrei, attrice, regista e sceneggiatrice italiana
- 1958 - Jean-René Germanier, politico svizzero
- 1958 - Jan Goossens, ex calciatore olandese
- 1958 - Sylvie Gorczewski, ex cestista francese
- 1958 - Joachim Schmiedl, presbitero e teologo tedesco († 2021)
- 1958 - F.M. Einheit, musicista, percussionista e attore tedesco
- 1959 - Andy Blair, ex calciatore scozzese
- 1959 - Grant Marshall, musicista britannico
- 1959 - Luis Pompilio Páez, allenatore di calcio e ex calciatore colombiano
- 1959 - Pascal Wintzer, arcivescovo cattolico francese
- 1960 - Hans-Jörg Criens, calciatore tedesco († 2019)
- 1960 - Heinrich Grandi, imprenditore italiano
- 1960 - Harold van der Heijden, scacchista e compositore di scacchi olandese
- 1960 - Mohammed bin Isa Al Khalifa, nobile e generale bahreinita
- 1960 - Adèle Kamanga, ex cestista della Repubblica Democratica del Congo
- 1960 - Audie Norris, ex cestista e allenatore di pallacanestro statunitense
- 1960 - Gerasimos Skiadaresīs, attore greco
- 1960 - Da-Wen Sun, ingegnere cinese
- 1960 - Naoko Yamano, cantante e musicista giapponese
- 1960 - Yoon Suk-yeol, politico e magistrato sudcoreano
- 1961 - Jean-François De Sart, allenatore di calcio e ex calciatore belga
- 1961 - A. M. Homes, scrittrice statunitense
- 1961 - Joanna Jet, attrice pornografica britannica
- 1961 - Daniele Lamuraglia, scrittore, drammaturgo e regista teatrale italiano
- 1961 - Tim Lewis, ex giocatore di football americano e allenatore di football americano statunitense
- 1961 - Brian Orser, ex pattinatore e allenatore di pattinaggio canadese
- 1961 - John Shanks, produttore discografico e compositore statunitense
- 1961 - Sion Sono, regista, sceneggiatore e scrittore giapponese
- 1961 - Luca Squeri, politico e imprenditore italiano
- 1961 - Angie Stone, cantante statunitense († 2025)
- 1961 - Shorsh Surme, giornalista, scrittore e traduttore iracheno
- 1961 - Branko Vukičević, ex cestista jugoslavo
- 1961 - Gaspare Zinnanti, assassino seriale italiano († 2001)
- 1962 - Karen Almond, rugbista a 15 inglese
- 1962 - Ba Yan, ex cestista cinese
- 1962 - Alberto Bisin, economista italiano
- 1962 - Eddie Brown, ex giocatore di football americano statunitense
- 1962 - Philippe Gallart, ex rugbista a 15 e allenatore di rugby a 15 francese
- 1962 - Michael Eric Kramer, attore e modello statunitense
- 1962 - Andrea Lutzu, politico e ingegnere italiano
- 1962 - Paola Onofri, attrice italiana
- 1962 - James Sie, attore statunitense
- 1962 - Joachim Wendt, ex schermidore austriaco
- 1962 - Karen Wynn, psicologa statunitense
- 1963 - Luca Azzano Cantarutti, politico italiano
- 1963 - Dácio Campos, ex tennista brasiliano
- 1963 - Greg D'Angelo, batterista statunitense
- 1963 - Nino De Angelo, cantante e attore tedesco
- 1963 - Isabelle Duchesnay, ex danzatrice su ghiaccio canadese
- 1963 - Martin Fowler, informatico e ingegnere britannico
- 1963 - Modestus Haas, ex calciatore liechtensteinese
- 1963 - Rikiya Koyama, doppiatore e attore giapponese
- 1963 - Francesco Maione, medico e politico italiano
- 1963 - Lori McNeil, ex tennista statunitense
- 1963 - Charles Oakley, allenatore di pallacanestro statunitense
- 1963 - Andy Panigada, chitarrista e produttore discografico italiano
- 1963 - Brad Pitt, attore e produttore cinematografico statunitense
- 1963 - Cecilia Rouse, economista statunitense
- 1964 - Steve Austin, ex wrestler e attore statunitense
- 1964 - Robson Green, attore, cantante e conduttore televisivo britannico
- 1964 - Johji Manabe, fumettista giapponese
- 1964 - Pierre Nkurunziza, politico burundese († 2020)
- 1964 - Hans Olsson, ex canoista svedese
- 1965 - Roberto Cellini, economista italiano
- 1965 - Sebastian Grigg, IV barone Altrincham, politico britannico
- 1965 - Angeliki Kanellopoulou, ex tennista greca
- 1965 - Luigi Lamonica, ex arbitro di pallacanestro italiano
- 1965 - Igor Milanović, ex pallanuotista e allenatore di pallanuoto serbo
- 1965 - John Moshoeu, calciatore sudafricano († 2015)
- 1965 - Manuel Peña, calciatore spagnolo († 2012)
- 1965 - Fernando Proce, conduttore radiofonico, giornalista e cantante italiano
- 1965 - Massimo Russo, giornalista italiano
- 1965 - Brian Walton, ex ciclista su strada e pistard canadese
- 1965 - J.H. Williams III, fumettista, designer e scrittore statunitense
- 1965 - Chris Witchhunter, batterista tedesco († 2008)
- 1966 - Marvin Alexander, ex cestista statunitense
- 1966 - Scott Davis, ex giocatore di football americano statunitense
- 1966 - William Dazzani, ex ciclista su strada e dirigente sportivo italiano
- 1966 - Makiko Esumi, attrice giapponese
- 1966 - Mario Frangoulis, tenore greco
- 1966 - John Gannon, ex calciatore inglese
- 1966 - Václav Hrubý, ex cestista ceco
- 1966 - Nate Johnston, ex cestista statunitense
- 1966 - Aaron Jones, ex giocatore di football americano statunitense
- 1966 - Edwin Jongejans, tuffatore olandese
- 1966 - Francisco Ledesma, ex giocatore di calcio a 5 spagnolo
- 1966 - Lebohang Morula, calciatore sudafricano († 2024)
- 1966 - Hugues Occansey, ex cestista e allenatore di pallacanestro francese
- 1966 - Gianluca Pagliuca, allenatore di calcio e ex calciatore italiano
- 1966 - Terry Phelps, ex tennista statunitense
- 1966 - Tori Pillinger, sciatrice alpina statunitense († 2017)
- 1966 - Leszek Pisz, ex calciatore polacco
- 1967 - Dmitrij Bagrjanov, lunghista russo († 2015)
- 1967 - Luigi Mangano, militare italiano
- 1967 - Ngunda Mbuli, ex cestista della Repubblica Democratica del Congo
- 1967 - Dan McGwire, ex giocatore di football americano statunitense
- 1967 - Darko Milanič, allenatore di calcio e ex calciatore sloveno
- 1967 - Tracey Morton, ex tennista australiana
- 1967 - Mille Petrozza, chitarrista e cantante tedesco
- 1967 - Radhouane Salhi, allenatore di calcio e ex calciatore tunisino
- 1967 - Christopher Theofanidis, compositore statunitense
- 1967 - Robert Wahlberg, attore statunitense
- 1968 - Mario Basler, allenatore di calcio e ex calciatore tedesco
- 1968 - Magalys Carvajal, ex pallavolista cubana
- 1968 - Mark Cooper, allenatore di calcio e ex calciatore inglese
- 1968 - Tiziano De Patre, dirigente sportivo, allenatore di calcio e ex calciatore italiano
- 1968 - MuMs da Schemer, poeta e attore statunitense († 2021)
- 1968 - Gero Hütter, ematologo tedesco
- 1968 - Marcelo Martelotte, allenatore di calcio e ex calciatore brasiliano
- 1968 - Riccardo Pittis, ex cestista italiano
- 1968 - Alejandro Sanz, musicista e cantautore spagnolo
- 1968 - Casper Van Dien, attore statunitense
- 1968 - Vital' Zacharaŭ, ex schermidore bielorusso
- 1969 - Giusi Bartolozzi, politica italiana
- 1969 - Santiago Cañizares, ex calciatore spagnolo
- 1969 - Marco Coleman, ex giocatore di football americano statunitense
- 1969 - Justin Edinburgh, allenatore di calcio e calciatore inglese († 2019)
- 1969 - Martín Rodríguez, allenatore di tennis e ex tennista argentino
- 1970 - Gian Maria Cervo, drammaturgo, traduttore e direttore artistico italiano
- 1970 - Guerino Gottardi, allenatore di calcio e ex calciatore svizzero
- 1970 - Margo Graham, cestista statunitense († 2020)
- 1970 - Lucious Harris, ex cestista statunitense
- 1970 - Carsten Hemmingsen, ex calciatore danese
- 1970 - Emanuele Idini, ex nuotatore italiano
- 1970 - Susan Johnson, regista e produttrice cinematografica statunitense
- 1970 - Jun Naitō, ex calciatore giapponese
- 1970 - Victoria Pratt, attrice canadese
- 1970 - DMX, rapper e attore statunitense († 2021)
- 1970 - Zuzana Škvareková, ex cestista slovacca
- 1970 - Rob Van Dam, wrestler statunitense
- 1971 - Lucy Deakins, avvocato e attrice statunitense
- 1971 - Andrej Filatov, imprenditore e funzionario russo
- 1971 - Claudia Gerini, attrice italiana
- 1971 - René Hake, allenatore di calcio olandese
- 1971 - Ryan Pagente Jimenez, arcivescovo cattolico filippino
- 1971 - Noriko Matsueda, compositrice giapponese
- 1971 - Arantxa Sánchez Vicario, allenatrice di tennis e ex tennista spagnola
- 1971 - Rosella Sensi, imprenditrice, politica e dirigente sportiva italiana
- 1971 - Takahiro Shimotaira, allenatore di calcio e ex calciatore giapponese
- 1972 - Daniel Andersson, ex calciatore svedese
- 1972 - Julian Arahanga, attore neozelandese
- 1972 - Anžela Balachonova, ex astista ucraina
- 1972 - Fabrizio Baldis, ultramaratoneta italiano
- 1972 - Aleksandr Chodakovskij, militare e politico russo
- 1972 - Paolo Giuliani, ex cestista e procuratore sportivo italiano
- 1972 - Raymond Herrera, batterista statunitense
- 1972 - DJ Lethal, disc jockey lettone
- 1972 - Jason Mantzoukas, attore statunitense
- 1972 - Bilal Saad Mubarak, pesista qatariota († 2018)
- 1972 - Jeff Nelson, ex hockeista su ghiaccio canadese
- 1972 - Marcos Ondruska, allenatore di tennis e ex tennista sudafricano
- 1972 - Germán Puentes, ex tennista spagnolo
- 1972 - Jessika Roswall, avvocato e politica svedese
- 1972 - Álıhan Smaıylov, politico kazako
- 1972 - Mitko Stojkovski, ex calciatore macedone
- 1972 - Eric Unverzagt, ex giocatore di football americano statunitense
- 1972 - Lawrence Wong, economista e politico singaporiano
- 1972 - Evgenija Šiškova, pattinatrice artistica su ghiaccio sovietica († 2025)
- 1973 - Brahim Mezouar, allenatore di calcio e ex calciatore algerino
- 1973 - Il'ja Averbuch, ex danzatore su ghiaccio russo
- 1973 - Tommy Berntsen, allenatore di calcio e ex calciatore norvegese
- 1973 - Romeo Gontineac, allenatore di rugby a 15 e ex rugbista a 15 rumeno
- 1973 - Ruslan Ivanov, ex ciclista su strada moldavo
- 1973 - Larisa Kurkina, ex fondista russa
- 1973 - Agnieszka Pachałko, modella polacca
- 1973 - Eimear Quinn, cantante irlandese
- 1973 - Eric Stokes, ex giocatore di football americano statunitense
- 1974 - Peter Boulware, ex giocatore di football americano statunitense
- 1974 - Kari Byron, conduttrice televisiva statunitense
- 1974 - Paolo Cipollari, ex pallavolista italiano
- 1974 - Alessio Di Mauro, vignettista e giornalista italiano
- 1974 - Chris Furrh, attore statunitense
- 1974 - Mutassim Gheddafi, politico e militare libico († 2011)
- 1974 - Bram de Groot, ex ciclista su strada olandese
- 1974 - Gu Zhao Nian, ex calciatore e ex giocatore di calcio a 5 cinese
- 1974 - Nelly Karim, attrice e ballerina egiziana
- 1974 - Janusz Krężelok, ex fondista polacco
- 1974 - Viki Miljković, personaggio televisivo e cantante serba
- 1974 - Mazarine Pingeot, scrittrice e storica della filosofia francese
- 1974 - Tom Parker Bowles, scrittore e conduttore radiofonico britannico
- 1974 - Rah Digga, rapper statunitense
- 1974 - Shauna Robertson, produttrice cinematografica canadese
- 1974 - Andrea Soddu, politico italiano
- 1974 - James Topping, rugbista a 15 irlandese
- 1975 - Michael Barry, ex ciclista su strada canadese
- 1975 - Luca Bassanese, cantautore italiano
- 1975 - Mara Carfagna, politica, ex modella e showgirl italiana
- 1975 - Travis Conlan, ex cestista e dirigente sportivo statunitense
- 1975 - Daniel Florea, ex calciatore rumeno
- 1975 - Angelo Galante, ex arbitro di calcio a 5 italiano
- 1975 - Maximiliano Gómez Torres, cestista panamense († 2017)
- 1975 - Sebastian Hahn, allenatore di calcio e ex calciatore tedesco
- 1975 - Cyril Jeunechamp, allenatore di calcio e ex calciatore francese
- 1975 - Kirsten van der Kolk, canottiera olandese
- 1975 - Nicolás Saavedra, attore cileno
- 1975 - Ľubica Schultze, ex cestista slovacca
- 1975 - Sia, cantautrice australiana
- 1975 - Trish Stratus, wrestler e ex modella canadese
- 1975 - Rubén Velásquez, ex calciatore colombiano
- 1976 - Andrea Belicchi, pilota automobilistico italiano
- 1976 - Véronic DiCaire, cantante e imitatrice canadese
- 1976 - Hamed Diallo, ex calciatore ivoriano
- 1976 - Pierre Ducrocq, ex calciatore francese
- 1976 - Valerie Fleming, bobbista statunitense
- 1976 - Andrea Giannini, ex astista italiano
- 1976 - Koyuki Katō, attrice e modella giapponese
- 1976 - Jack Lawrence, bassista statunitense
- 1976 - Lucas Monteverde, giocatore di polo argentino
- 1976 - Patrick Percin, ex calciatore francese
- 1976 - Sun Ribo, ex biatleta cinese
- 1976 - Óscar Torres Martínez, ex cestista venezuelano
- 1976 - Sam Wang, attore, cantante e modello taiwanese
- 1977 - Axwell, disc jockey, produttore discografico e attore svedese
- 1977 - Ranjae Christian, ex calciatore antiguo-barbudano
- 1977 - Víctor Leyva, ex giocatore di football americano messicano
- 1977 - Pavel Macháček, ex calciatore ceco
- 1977 - Anthony McFarland, ex giocatore di football americano statunitense
- 1977 - Naoya Saeki, ex calciatore giapponese
- 1977 - Ayano Yamane, fumettista e animatrice giapponese
- 1977 - Oksana Zakaljužnaja, ex cestista russa
- 1978 - Daniel Cleary, ex hockeista su ghiaccio canadese
- 1978 - Pedro Costa, allenatore di calcio a 5 e ex giocatore di calcio a 5 portoghese
- 1978 - Ali Curtis, ex calciatore statunitense
- 1978 - Josh Dallas, attore statunitense
- 1978 - Kōji Ezumi, ex calciatore giapponese
- 1978 - Katie Holmes, attrice, regista e sceneggiatrice statunitense
- 1978 - Lindy Rama, principessa e imprenditrice indonesiana
- 1978 - Damon Rampton, ex cestista neozelandese
- 1978 - Maria Alfonsa Sella, triatleta italiana
- 1978 - Xandee, cantante belga
- 1979 - Phillip Heath, culturista statunitense
- 1979 - Jerry Holman, ex cestista statunitense
- 1979 - Murphy Lee, rapper statunitense
- 1979 - Antōnīs Natsouras, ex calciatore greco
- 1979 - Yūji Ōya, giocatore di football americano giapponese
- 1979 - Eric Pérez, wrestler portoricano
- 1979 - Amnat Ruenroeng, pugile thailandese
- 1979 - Mamady Sidibe, ex calciatore maliano
- 1979 - Øyvind Storflor, ex calciatore norvegese
- 1979 - Emily Swallow, attrice statunitense
- 1979 - Gabriele Tinti, poeta, scrittore e critico d'arte italiano
- 1980 - Christina Aguilera, cantautrice, attrice e produttrice discografica statunitense
- 1980 - Marel Baldvinsson, ex calciatore islandese
- 1980 - Juciely Barreto, pallavolista brasiliana
- 1980 - Dennis Bauer, schermidore tedesco
- 1980 - Rui Drumond, cantante portoghese
- 1980 - Marian Drăgulescu, ginnasta rumeno
- 1980 - Neil Fingleton, cestista e attore britannico († 2017)
- 1980 - Evgenija Kuznecova, ex ginnasta russa
- 1980 - Jared Moskowitz, politico statunitense
- 1980 - Joaquim Salvat, ex calciatore e ex giocatore di calcio a 5 andorrano
- 1980 - Andre Smith, ex cestista giamaicano
- 1980 - Ryta Turava, ex marciatrice bielorussa
- 1980 - Baron Vaughn, attore e comico statunitense
- 1980 - Anna Walton, attrice britannica
- 1981 - Karim Benyamina, ex calciatore algerino
- 1981 - Jean Pierre Brol, tiratore a segno guatemalteco
- 1981 - Nikola Dabanović, arbitro di calcio montenegrino
- 1981 - Jeff Ferguson, ex cestista canadese
- 1981 - Manuel Narváez, ex cestista portoricano
- 1981 - Jason Parker, ex cestista statunitense
- 1981 - Antonella Salvucci, attrice, conduttrice televisiva e ex modella italiana
- 1982 - Kateřina Baďurová, astista ceca
- 1982 - Adam Ben Ezra, contrabbassista e polistrumentista israeliano
- 1982 - Yari Bernasconi, poeta e scrittore svizzero
- 1982 - Luca Brancaleon, karateka italiano
- 1982 - Josué Galdámez, ex calciatore salvadoregno
- 1982 - Williams Martínez, calciatore uruguaiano († 2021)
- 1982 - Marta Moreno, ex calciatrice spagnola
- 1982 - Serghei Pașcenco, ex calciatore moldavo
- 1982 - Lucie Theodorová, ex attrice pornografica ceca
- 1982 - Vedran Vukušić, ex cestista croato
- 1983 - Aleksandr Alumona, ex calciatore russo
- 1983 - Janez Brajkovič, ex ciclista su strada sloveno
- 1983 - Darren Carter, allenatore di calcio e ex calciatore inglese
- 1983 - Antonio Lieto, informatico italiano
- 1983 - Crystal McCahill, modella statunitense
- 1983 - Alessandro Pier Guidi, pilota automobilistico italiano
- 1983 - Harold Torres, attore messicano
- 1984 - Brequette Cassie, cantante sudafricana
- 1984 - Mirella Cesa, cantante ecuadoriana
- 1984 - Paul Harrison, ex calciatore inglese
- 1984 - Julia Holter, cantautrice e produttrice discografica statunitense
- 1984 - Antonio César Medina, calciatore argentino
- 1984 - El Kabir Pene, ex cestista senegalese
- 1984 - Giuliano Razzoli, ex sciatore alpino italiano
- 1984 - Josh Rodriguez, giocatore di baseball statunitense
- 1984 - Diogo Douglas Santos Andrade Barbosa, ex calciatore brasiliano
- 1984 - Maxine Seear, triatleta australiana
- 1984 - Modou Sougou, ex calciatore senegalese
- 1984 - Pierre Thomas, giocatore di football americano statunitense
- 1984 - Galina Voskoboeva, tennista russa
- 1985 - Jessica Amornkuldilok, modella thailandese
- 1985 - Heidi Andreasen, nuotatrice faroese
- 1985 - Anna F., cantante austriaca
- 1985 - Tara Conner, modella statunitense
- 1985 - Nataša Galkina, modella e attrice statunitense
- 1985 - Cliff Hammonds, cestista statunitense
- 1985 - Julián Lalinde, ex calciatore uruguaiano
- 1985 - Rail Məlikov, ex calciatore azero
- 1985 - Jônatas Obina, calciatore brasiliano
- 1985 - Hana Soukupová, supermodella ceca
- 1985 - Saşa Yunisoğlu, ex calciatore azero
- 1986 - Kodjo Amétépé, calciatore togolese
- 1986 - Anderson Aquino, ex calciatore brasiliano
- 1986 - Richa Chadda, attrice indiana
- 1986 - Marcus Cousin, ex cestista statunitense
- 1986 - Òscar da Cunha, ex calciatore e ex giocatore di calcio a 5 andorrano
- 1986 - Eku Edewor, attrice e conduttrice televisiva britannica
- 1986 - François Hamelin, pattinatore di short track canadese
- 1986 - Kaisei Ichirō, lottatore di sumo brasiliano
- 1986 - Zsolt Laczkó, allenatore di calcio e ex calciatore ungherese
- 1986 - Marcelo Lomba, calciatore brasiliano
- 1986 - Fanny Lumsden, cantautrice australiana
- 1986 - Park Sung-joon, videogiocatore sudcoreano
- 1986 - Ylenia Baglietto, attrice e ballerina spagnola
- 1986 - Lindsay Robins, cantautrice canadese
- 1986 - Joakim Runnemo, ex calciatore svedese
- 1986 - Jery Sandoval, attrice, modella e cantante colombiana
- 1986 - Yuval Shabtay, ex calciatore israeliano
- 1986 - Vincenzo Sofo, politico italiano
- 1986 - Andrija Stipanović, cestista croato
- 1986 - Brianne Theisen-Eaton, ex multiplista canadese
- 1986 - Henrik Toft Hansen, pallamanista danese
- 1986 - Andrea Trepat, attrice e modella spagnola
- 1986 - Cvetelina Zarkova, pallavolista bulgara
- 1986 - Adenízia da Silva, pallavolista brasiliana
- 1987 - Miki Andō, ex pattinatrice artistica su ghiaccio giapponese
- 1987 - Ayaka, cantante giapponese
- 1987 - Solomon Bozeman, ex cestista statunitense
- 1987 - Dario Bürgler, hockeista su ghiaccio svizzero
- 1987 - Robert Rian Dawson, musicista statunitense
- 1987 - Deiveson Figueiredo, artista marziale misto brasiliano
- 1987 - Yūki Furukawa, attore giapponese
- 1987 - Daniel Kilgore, giocatore di football americano statunitense
- 1987 - Ekaterina Lopes, ex tennista russa
- 1987 - Dan Lydiate, rugbista a 15 britannico
- 1987 - Piotr Nowakowski, pallavolista polacco
- 1987 - Miguel Palanca, ex calciatore spagnolo
- 1987 - Monika Potokar, pallavolista slovena
- 1987 - Alberto Quintero Medina, calciatore panamense
- 1987 - Saori Sakoda, ex pallavolista giapponese
- 1987 - Ricardo Vilela, ciclista su strada portoghese
- 1988 - Karim Abed, arbitro di calcio francese
- 1988 - Zied Ait Ouagram, lottatore tunisino
- 1988 - Lyrica Anderson, cantautrice, paroliera e personaggio televisivo statunitense
- 1988 - Elliott Bennett, ex calciatore inglese
- 1988 - Elizabeth Deignan, ex ciclista su strada e ex pistard britannica
- 1988 - LaRon Dendy, ex cestista statunitense
- 1988 - Mohamed El-Shenawy, calciatore egiziano
- 1988 - Mary Gambale, ex tennista statunitense
- 1988 - Joanna Leszczyńska, canottiera polacca
- 1988 - Jerome Meyinsse, cestista statunitense
- 1988 - Peter Orávik, calciatore slovacco
- 1988 - Elvis Pinel, calciatore nicaraguense
- 1988 - Leocísio Sami, calciatore guineense
- 1988 - Harmanjot Khabra, allenatore di calcio e ex calciatore indiano
- 1988 - Hörður Vilhjálmsson, cestista islandese
- 1989 - Emily Atack, attrice e personaggio televisivo britannica
- 1989 - Ashley Benson, attrice, modella e cantante statunitense
- 1989 - Sophie Boilley, ex biatleta francese
- 1989 - Francesco Ceci, pistard italiano
- 1989 - Edenílson, calciatore brasiliano
- 1989 - Kaitlyn Farrington, ex snowboarder statunitense
- 1989 - Thulani Hlatshwayo, calciatore sudafricano
- 1989 - Enrico Iannaccone, regista, sceneggiatore e compositore italiano
- 1989 - Jonathan Kakou, calciatore francese
- 1989 - Ahmed Mathlouthi, nuotatore tunisino
- 1989 - Sugar Rodgers, ex cestista e allenatrice di pallacanestro statunitense
- 1989 - Robert Tasso, calciatore vanuatuano
- 1989 - Lawrence Visser, arbitro di calcio belga
- 1989 - Branko Vrgoč, calciatore croato
- 1989 - Tsimafei Zhukouski, pallavolista bielorusso
- 1990 - Jade Anouka, attrice britannica
- 1990 - Dmitrij Bivol, pugile russo
- 1990 - Giovanni Borsotti, sciatore alpino italiano
- 1990 - Manuel Cominotto, mezzofondista italiano
- 1990 - Victor Hedman, hockeista su ghiaccio svedese
- 1990 - El Alfa, rapper e musicista dominicano
- 1990 - Antony Iannarilli, calciatore italiano
- 1990 - Sune Kiilerich, calciatore danese
- 1990 - Hiroko Kuwata, tennista giapponese
- 1990 - Arvydas Novikovas, calciatore lituano
- 1990 - Alexi Peuget, calciatore francese
- 1990 - Fabian Rießle, combinatista nordico tedesco
- 1990 - Mardan Tölebek, calciatore kazako
- 1991 - Dmitrij Aleksanin, schermidore kazako
- 1991 - Ricardo Allen, ex giocatore di football americano statunitense
- 1991 - Matías Gastón Castro, calciatore argentino
- 1991 - Justin Hardy, giocatore di football americano statunitense
- 1991 - Clement Kiprono Langat, maratoneta e mezzofondista keniota
- 1991 - Nikola Krčmarević, calciatore serbo
- 1991 - Rosmeri Marval, attrice, modella e ballerina venezuelana
- 1991 - Milivoje Mijović, cestista serbo
- 1991 - Ricardo Jorge Pires Gomes, calciatore capoverdiano
- 1991 - José Adolfo Valencia, calciatore colombiano
- 1991 - Julian Washburn, cestista statunitense
- 1992 - Rudy Barbier, ciclista su strada francese
- 1992 - Marissa Brandt, hockeista su ghiaccio sudcoreana
- 1992 - Jabari Brown, ex cestista statunitense
- 1992 - Adam Cieślar, combinatista nordico polacco
- 1992 - Ryan Crouser, pesista statunitense
- 1992 - DaVaris Daniels, giocatore di football americano statunitense
- 1992 - Samantha Dirks, velocista beliziana
- 1992 - Kristen Faulkner, ciclista su strada e pistard statunitense
- 1992 - Connor Goldson, calciatore inglese
- 1992 - Pablo Diogo, calciatore brasiliano
- 1992 - Gabriel Lüchinger, calciatore svizzero
- 1992 - Claudia Mauri, calciatrice italiana
- 1992 - Bridgit Mendler, imprenditrice statunitense
- 1992 - Jabulani Ncobeni, calciatore sudafricano
- 1992 - Allan Ottey, calciatore giamaicano
- 1992 - Pedro Henrique, calciatore brasiliano
- 1992 - Marc Rochat, sciatore alpino svizzero
- 1992 - Rashid Sumaila, calciatore ghanese
- 1992 - Nick Zeisloft, ex cestista statunitense
- 1993 - Byron Buxton, giocatore di baseball statunitense
- 1993 - Ludovico Edalli, ginnasta italiano
- 1993 - Isaac Fotu, cestista neozelandese
- 1993 - Matt Ingram, calciatore inglese
- 1993 - Thomas Lam, calciatore finlandese
- 1993 - Francesca Melchiori, cestista italiana
- 1993 - Ana Porgras, ex ginnasta rumena
- 1993 - Sha'Keela Saunders, lunghista statunitense
- 1993 - Senin Sebai, calciatore ivoriano
- 1993 - Nikola Stanković, calciatore serbo
- 1993 - Bianca Williams, velocista britannica
- 1993 - Kerri Williams, canottiera neozelandese
- 1994 - Kwesi Arthur, rapper e cantante ghanese
- 1994 - David Álvarez, calciatore spagnolo
- 1994 - Slowthai, rapper britannico
- 1994 - Gerard Gumbau, calciatore spagnolo
- 1994 - Natália Kelly, cantante statunitense
- 1994 - Saba Lobzhanidze, calciatore georgiano
- 1994 - Hampus Näsström, calciatore svedese
- 1994 - Zach Pascal, giocatore di football americano statunitense
- 1994 - Bordin Phala, calciatore thailandese
- 1994 - Saleh Rateb, calciatore giordano
- 1994 - Jonathan Rommelmann, canottiere tedesco
- 1994 - Ricardo dos Santos, velocista portoghese
- 1994 - Sophie Elise, cantante e blogger norvegese
- 1994 - Eduards Tīdenbergs, calciatore lettone
- 1994 - Vlada Čigirëva, sincronetta russa
- 1995 - Curtis Bolton, giocatore di football americano statunitense
- 1995 - Camille Chat, rugbista a 15 francese
- 1995 - Ken'ichirō Fumita, lottatore giapponese
- 1995 - Paul Gravet, cestista francese
- 1995 - Lamin Jallow, calciatore gambiano
- 1995 - Brionna Jones, cestista statunitense
- 1995 - Barbora Krejčíková, tennista ceca
- 1995 - Marcus Maier, calciatore austriaco
- 1995 - Nelli Matula, cantante finlandese
- 1995 - Alfio Oviedo, calciatore paraguaiano
- 1995 - Mads Pedersen, ciclista su strada danese
- 1995 - Breeland Speaks, giocatore di football americano statunitense
- 1995 - Theo Valls, calciatore francese
- 1995 - Will Vorhees, cestista statunitense
- 1995 - Finnia Wunram, nuotatrice tedesca
- 1995 - Andrea Čukanov, calciatore russo
- 1996 - Caileigh Filmer, canottiera canadese
- 1996 - Robert Franks, cestista statunitense
- 1996 - Patrik Karlsson Lagemyr, ex calciatore svedese
- 1996 - Aleksandra Kowalczuk, taekwondoka polacca
- 1996 - Jack Simpson, calciatore inglese
- 1996 - Brice Wembangomo, calciatore della Repubblica Democratica del Congo
- 1997 - Ronald Acuña Jr., giocatore di baseball venezuelano
- 1997 - Agenor Báez, calciatore nicaraguense
- 1997 - Theodōros Karras, cestista greco
- 1997 - Osniel Melgarejo, pallavolista cubano
- 1997 - Claudia Palombi, calciatrice italiana
- 1997 - Ri Ji-ye, tiratrice a segno nordcoreana
- 1997 - Marco Sanna, hockeista su ghiaccio italiano
- 1997 - Alessio Scaggiante, damista italiano
- 1997 - Marcus Simms, giocatore di football americano statunitense
- 1998 - Pedro Amador, calciatore portoghese
- 1998 - Stephan Ambrosius, calciatore tedesco
- 1998 - Moussa Bagayoko, calciatore maliano
- 1998 - Marco Casambre, calciatore filippino
- 1998 - Lungtok Dawa, calciatore bhutanese
- 1998 - Paola Egonu, pallavolista italiana
- 1998 - Tom Gale, altista britannico
- 1998 - Silas Gnaka, calciatore ivoriano
- 1998 - Andrij Kulyk, lottatore ucraino
- 1998 - Simona Quadarella, nuotatrice italiana
- 1998 - Calvin Stengs, calciatore olandese
- 1998 - Winter Vinecki, sciatrice freestyle statunitense
- 1998 - Roxanne Wiblin, pallavolista statunitense
- 1998 - Axel Zingle, ciclista su strada e mountain biker francese
- 1998 - Klaudia Zwolińska, canoista polacca
- 1999 - Nias Hefti, calciatore svizzero
- 1999 - Dorka Juhász, cestista ungherese
- 1999 - Niko Kytösaho, saltatore con gli sci finlandese
- 1999 - Stefan Momirov, cestista serbo
- 1999 - YBN Nahmir, rapper, cantautore e attore statunitense
- 1999 - Begoña Vargas, attrice, ballerina e modella spagnola
- 1999 - Žak Žirovnik, ex sciatore alpino sloveno
- 2000 - Jayden Daniels, giocatore di football americano statunitense
- 2000 - Agnese Duranti, ex ginnasta italiana
- 2000 - Andrias Edmundsson, calciatore faroese
- 2000 - Noah Frommelt, calciatore liechtensteinese
- 2000 - Nicolas Galazzi, calciatore italiano
- 2000 - Korapat Kirdpan, attore, cantante e conduttore televisivo thailandese
- 2000 - E.J. Liddell, cestista statunitense
- 2000 - Travon Walker, giocatore di football americano statunitense

## XXI secolo(24)
- 2001 - Billie Eilish, cantautrice statunitense
- 2001 - Stefan Feiertag, calciatore austriaco
- 2001 - Kenzo Goudmijn, calciatore olandese
- 2001 - Jalen Johnson, cestista statunitense
- 2001 - Gustaf Lindqvist, sciatore alpino svedese
- 2001 - Reegan Mimnaugh, calciatore scozzese
- 2001 - Aleksandar Mladenović, giocatore di football americano serbo
- 2001 - Desh, cantante ungherese
- 2001 - Adriana Pană, sollevatrice rumena
- 2001 - Hasan Srour, calciatore libanese
- 2002 - Jack Bech, giocatore di football americano statunitense
- 2002 - Giuliano Simeone, calciatore argentino
- 2002 - Maja Åskag, lunghista e triplista svedese
- 2003 - Lucrezia Beccari, pattinatrice artistica su ghiaccio italiana
- 2003 - Bruno Betancor, calciatore uruguaiano
- 2003 - Ilona Mononen, siepista e mezzofondista finlandese
- 2003 - Saskia Schirmer, slittinista tedesca
- 2004 - Juan Pablo Cortés, tuffatore spagnolo
- 2004 - Nicholas Griggs, mezzofondista irlandese
- 2004 - Agnija Tulupova, nuotatrice artistica russa
- 2005 - Calista Liu, nuotatrice artistica statunitense
- 2005 - Matteo Pérez Vinlöf, calciatore svedese
- 2006 - Noa Essengue, cestista francese
- 2006 - Mio Narita, nuotatrice giapponese

## Senza anno specificato(3)
- Tōgo Gotō, fumettista giapponese
- Sharon McNight, attrice, cantante e cabarettista statunitense
- Kaori Yuki, fumettista giapponese